# Тихомель
Тихомель (укр. Тихомель) — село в Белогорском районе Хмельницкой области Украины.
Население по переписи 2001 года составляло 272 человека. Почтовый индекс — 30231. Телефонный код — 3841. Занимает площадь 0,074 км². Код КОАТУУ — 6820380503.

## Достопримечательности
Тихомельское городище — городище XII века в бассейне реки Горыни, в 1 км от села Тихомель, на месте древнерусского города Тихомля.

## Местный совет
30235, Хмельницкая обл., Белогорский р-н, с. Воробиевка, ул. Центральная, 7